# Приишимка (Есильский район)
Приишимка (каз. Приишимка) — село в Есильском районе Акмолинской области Казахстана. Входит в состав Двуречного сельского округа. Код КАТО — 114841200.

## География
Село расположено в 55 км на юг от районного центра города Есиль, в 5 км на юго-запад от центра сельского округа — села Двуречное. Близ села проходят: автодорога А-16 и железная дорога «Есиль-Аркалык», имеется станция.

## Население
В 1989 году население села составляло 309 человек (из них русских 58%, украинцев 22%).
В 1999 году население села составляло 303 человека (144 мужчины и 159 женщин). По данным переписи 2009 года, в селе проживало 238 человек (118 мужчин и 120 женщин).
На начало 2021 год согласно отчёту акима Двуречного сельского округа, население села составляло 217 человек.
| Динамика численности населения | Динамика численности населения | Динамика численности населения | Динамика численности населения |
| 1989                           | 1999                           | 2009                           | 2021                           |
| ------------------------------ | ------------------------------ | ------------------------------ | ------------------------------ |
| 309                            | ↘303                           | ↘238                           | ↘217                           |